# New York Herald Tribune
New York Herald Tribune (рус. «Нью-Йорк ге́ральд три́бюн», с англ. — «Вестник и трибуна Нью-Йорка») — американская ежедневная газета, созданная в 1924 году путём объединения New York Tribune и New York Herald. В газете печатались такие известные авторы как Дороти Томпсон, Ред Смит, Ричард Уоттс младший и Уолтер Керр. Прекратила издаваться в 1966 году.

## История появления
Газеты New York Tribune и New York Herald были основаны соответственно в 1841 и 1835 годах. Печатные издания существенно отличались друг от друга: если «Геральд» издавалась в виде таблоида, и её главным редактором был Джеймс Гордон Беннетт, член демократической партии и первопроходец криминальной журналистики, то «Трибьюн» развивалась с подачи Хораса Грили, который принадлежал к партии вигов (а позже стал республиканцем), на её станицах превалировал умеренный, консервативный стиль. Вплоть до 1880-х «Геральд» в пределах Нью-Йорка обладал самым большим тиражом (позже его обогнала газета New York World, созданная Джозефом Пулитцером), в то время как еженедельные публикации «Трибьюн» распространялись по всей территории Соединённых Штатов.
В 1870-е годы, после смерти Грили, популярность «Трибьюн» резко пошла вниз, газету возглавил Уайтло Рейд, который эксплуатировал издание с целью реализации своих амбиций в республиканской партии. «Геральд», с 1866 года управляемая Джеймсом Гордоном Беннеттом младшим, продолжала восхождение и равномерно увеличивала тиражи. Газета, в отличие от конкурентов, намного лучше освещала международные новости, в частности, послала корреспондента Генри Мортона Стэнли в Африку на поиски знаменитого путешественника Дэвида Ливингстона. Уайтло умер в 1912 году и оставил редактором своего сына, Огдена Миллса Рейда, тот стал вкладывать в развитие газеты много сил и времени, в связи с чем тиражи поступательно пошли вверх. Беннетта не стало в 1918 году, и на его место пришёл Франк Манси, известный репутацией «коллекционера печатных изданий». В 1920-х годах обе газеты встали на путь укрупнения, слияние было ожидаемым, но на удивление общественности, в 1924 году именно Рейд с меньшим тиражом «Трибьюн» выкупил «Геральд» у Манси, а не наоборот, как ожидалось.

## Основная деятельность
Новая газета, получившая название New York Herald Tribune, приносила не очень большой доход и первые пять лет балансировала на грани банкротства. Однако следующие два десятилетия популярность стабильно росла, и в скором времени издание выбилось в лидеры американских СМИ.